# Polyrhachis limitis
Polyrhachis limitis är en myrart som beskrevs av Santschi 1939. Polyrhachis limitis ingår i släktet Polyrhachis och familjen myror. Inga underarter finns listade i Catalogue of Life.